# Sarcoma Inc.
Sarcoma Inc. — норвежская блэк/трэш-метал-группа.

## История
Музыкальный коллектив Sarcoma Inc. был образован в 2000 году участником группы Limbonic Art Daemon. Группа задумывалась как проект. В 2001 году к Daemon примкнул Arghamon, известный по участию в Lucid Fear. Daemon занимается сочинением музыки и текстов. В декабре 2002 года в течение пяти дней на собственные деньги был записан дебютный альбом Torment Rides Forever. 24 декабря 2003 года альбом был выпущен лейблом Epidemic Music Norway. В августе 2003 года был уже записан второй альбом The Dark Prophecy.

## Участники

### Настоящий состав
- Daemon (Vidar Jensen) — гитара, бас, вокал
- Cato «Arghamon» Jensen — ударные

### Бывшие участники
- Rick Hagan — сессионный бас

## Дискография
- 2004 — Torment Rides Forever
- 2005 — The Dark Prophecy